# Área metropolitana de Flagstaff
El Área Estadística Metropolitana de Flagstaff, AZ MSA, como la denomina la Oficina de Administración y Presupuesto, es un Área Estadística Metropolitana centrada en la ciudad de Flagstaff, estado de Arizona, en Estados Unidos,  que solo abarca el condado de Coconino. Su población según el censo de 2010 es de 134.421 habitantes.

## Comunidades
Ciudades
- Flagstaff
- Sedona (parcialmente)
- Williams

Pueblos
- Fredonia
- Page

Lugares designados por el censo
- Bitter Springs
- Cameron
- Grand Canyon Village
- Kachina Village
- Kaibab
- Kaibito
- Lechee
- Leupp
- Moenkopi
- Mountainaire
- Munds Park
- Parks
- Supai
- Tonalea
- Tuba City
- Tusayan
- Winslow West

Otras comunidades
- Canyon Diablo
- Doney Park
- Forest Lakes
- Happy Jack
- Jacob Lake
- Valle
- Winona